# Chvění (film, 2010)
Chvění (v originále Órói, v mezinárodní distribuci Jitters) je islandský hraný film z roku 2010, který režíroval Baldvin Zophoníasson podle vlastního scénáře. Snímek měl světovou premiéru 27. srpna 2010.

## Děj
Film začíná na škole v Manchesteru. Dva Islanďané, Gabriel a Markús, se zde účastní třítýdenního výměnného programu. Jednoho večera, poté, co strávili noc v nočním klubu, dojde mezi nimi k polibku. Po návratu do Reykjavíku spolu už příliš nekomunikují. Gabrielovi rodiče si doma všimnou, že s ním něco není v pořádku, ale on o tom nechce mluvit. Volný čas o prázdninách tráví se svými přáteli. Stella je do Gabriela zamilovaná, čehož si on vůbec nevšimne. Greta bydlí s matkou alkoholičkou. Jeho nejlepší kamarád Teddi podvádí svou přítelkyni Taru. Gabriel a Markús se jednou náhodou setkají na ulici a Markúse pozve Gabriela na večírek k jeho bratrovi. Na večírku je Gabriel svědkem toho, jak Markús souloží s dívkou a s Markúsem přeruší kontakty. Stella mezitím začne pracovat v supermarketu, kde je svědkem přepadení. Začne se scházet s jedním ze spolupracovníků, Rusem Mitrovicem. Její babička, u které bydlí, není vůbec ráda, protože je to cizinec. Greta se rozhodne odstěhovat od matky, dozví se jméno svého otce a pokusí se s ním setkat. Stella spáchá sebevraždu. Gabriel se usmíří s Markúsem a představí ho rodičům.

## Obsazení
| Atli Óskar Fjalarsson       | Gabríel  |
| Ilva Holmes                 | Stella   |
| Gísli Örn Garðarsson        | Haraldur |
| Birna Rún Eiríksdóttir      | Gréta    |
| Lilja Guðrún Þorvaldsdóttir | Guðbjörg |
| Elías Helgi Kofoed-Hansen   | Teddi    |
| Haraldur Ari Stefansson     | Markús   |
| María Birta                 | Júdit    |
| Ingibjörg Reynisdóttir      | Hulda    |
| Þorsteinn Bachmann          | Benedikt |
| Vilhelm Þór Neto            | Mitrovik |
| Kristín Pétursdóttir        | Tara     |
| Árni Gestur Sigfússon       | Hallur   |
| Saga Líf Friðriksdóttir     | Freyja   |

## Ocenění
- Edda Awards: nejlepší herec ve vedlejší roli (Þorsteinn Bachmann)
- Mezinárodní festival filmů pro děti Kristiansand: cena Don Quixote pro nejlepší film
- Nominace na cenu Edda: nejlepší herec (Atli Oskar Fjalarsson), nejlepší herečka (Ilva Holmes), nejlepší herečka ve vedlejší roli (Lilja Guðrún Þorvaldsdóttir), nejlepší režie (Baldvin Zophoníasson), nejlepší scénář (Baldvin Zophoníasson a Ingibjörg Reynisdóttir), nejlepší film, nejlepší kamera (Jóhann Máni Jóhannsson)